# Konstantínos Koukídis
Konstantínos Koukídis (en grec moderne : Κωνσταντίνος Κουκίδης) est un evzone fictif de la Seconde Guerre mondiale. Selon sa légende, au début de l'Occupation, lors de l'arrivée à Athènes de la Wehrmacht le 27 avril 1941, Koukídis, chargé de la garde du drapeau national au sommet de l'Acropole, accepta de remplacer ce drapeau grec par le drapeau nazi à croix gammée comme il en avait reçu l'ordre de sa hiérarchie, mais lorsque les Allemands exigèrent qu'il leur remette le drapeau grec, il refusa, s'enroula de ce drapeau et se jeta du haut de l'Acropole. Koukídis devint ainsi un héros national, « le gardien héroïque du drapeau de l'Acropole » (ο ήρωας φρουρός της Σημαίας στην Ακρόπολη), conté à des générations d'écoliers.
Il n'existe toutefois aucune preuve documentaire ni aucun témoin de l'existence de Konstantínos Koukídis et de cette histoire, alors qu'en revanche Manólis Glézos et Apóstolos Sántas ont bel et bien dérobé le drapeau nazi le 30 mai 1941 pour le remplacer par l'étendard grec, et le retentissement de cet acte dans la population a été réel. Mais Glézos et Sántas étant des civils de gauche, la Grèce conservatrice d'après-guerre ne pouvait en faire des héros : selon Barbara Paxinou, historienne au Musée militaire d’Athènes et auteur d'un livre sur les Evzones, le mythe de Konstantínos Koukídis fut inventé de toutes pièces pour remplir ce rôle, et la stèle que l'on voit à son nom aux pieds de l'Acropole, où il est censé être tombé, ne recouvre pas de sépulture.